# Angraecum minus
Angraecum minus är en orkidéart som beskrevs av Victor Samuel Summerhayes. Angraecum minus ingår i släktet Angraecum och familjen orkidéer. Inga underarter finns listade i Catalogue of Life.